# IS：SUE
IS:SUE(이슈, イッシュ 이슈[*])는 일본의 3인조 걸 그룹이다.

## 개요
2023년에 Lemino에서 방영한 “PRODUCE 101 JAPAN THE GIRLS”에서 최종 심사에서 낙선된 4명으로 그룹을 결성했다.
그룹명은 「항상 주목과 화제성(ISSUE)을 가지고 사람들을 매료하는 매력적이고 "이종(異種)"인 존재」라는 의미가 담겨있다.

## 구성원
| 이름  | 소개 |
| ----- | --- |
| NANO  | - 이름: 켄모츠 나노(釼持菜乃) - 생년월일: 2001년 8월 27일(23세) - 출신지: 일본 니가타현 - 비고: 리더 / 최연장자      |
| RINO  | - 이름: 사카구치 리노(坂口梨乃) - 생년월일: 2003년 9월 1일(21세) - 출신지: 일본 가나가와현 - 비고: 『ICON Z』 참가자 |
| YUUKI | - 이름: 타나카 유우키(田中優希) - 생년월일: 2004년 2월 14일(21세) - 출신지: 일본 가나가와현                          |
| RIN   | - 이름: 아이타 린(会田凛) - 생년월일: 2006년 2월 8일(19세) - 출신지: 일본 후쿠시마현 - 비고: 최연소                  |

## 음반
- 1st IS:SUE (2024)